# Live at Wembley '86
《Live at Wembley '86》는 영국의 록 밴드 퀸의 1986년 매직 투어의 공연 중 하나였던 7월 12일의 영국 런던의 웸블리 스타디움에서의 실황을 담은 CD이다. 웸블리 스타디움에서의 공연은 7월 11일과 12일 이틀 간 진행되었으며 두 장의 디스크에 나뉘어 수록되어 있다.
이 공연 실황은 퀸의 공연 중 가장 유명한 것 중 하나로 알려져 있다. 매직 투어는 퀸의 마지막 투어였으며 웸블리 공연은 당초 영국 내에서의 마지막 공연으로 기획되었지만 열광적인 반응에 힘입어 8월 9일에 10만명 이상을 수용할 수 있는 네브워스 공원에서 마지막 공연을 하게 된다.
1992년 CD로 처음 발매되었으며, 2003년 DVD 발매와 함께 〈Tutti Frutti〉의 편집된 마지막 30초를 복원하고 리마스터하여 재발매하였고, Hollywood Records에서 발매한 미국반에서는 7월 11일 공연과 7월 27일의 헝가리 부다페스트에서 열린 공연에서 가져온 4곡을 추가하여 재발매되었다. 

## 곡 목록
DISC 1의 셋리스트는 다음과 같다.
1. One Vision
2. Tie Your Mother Down
3. In The Lap Of The Gods
4. Seven Seas Of Rhye
5. Tear It Up
6. A Kind Of Magic
7. Under Pressure
8. Another One Bites The Dust
9. Who Wants To Live Forever
10. I Want To Break Free
11. Impromptu
12. Brighton Rock Solo
13. Now I'm Here

다음은 DISC 2의 셋리스트이다.
1. Love of My Life
2. Is This The World We Created...?
3. (You're So Square) Baby I Don't Care
4. Hello Mary Lou (Goodbye Heart)
5. Tutti Frutti
6. Gimme Some Lovin'
7. Bohemian Rhapsody
8. Hammer To Fall
9. Crazy Little Thing Called Love
10. Big Spender
11. Radio Ga Ga
12. We Will Rock You
13. Friends Will Be Friends
14. We Are The Champions
15. God Save The Queen
16. A Kind of Magic(*)
17. Another One Bites the Dust(*)
18. Crazy Little Thing Called Love(*)
19. Tavaski Szel Vizet Araszt(**)

- 는 7월 11일 웸블리 공연, **는 7월 27일 부다페스트 공연에서 가져온 것이다.(미국반에만 수록)